# Adebayo Akinfenwa
Saheed Adebayo Akinfenwa là một cầu thủ bóng đá chuyên nghiệp người Anh, chơi ở vị trí tiền đạo cho câu lạc bộ Faversham Town. Anh được biết đến là cầu thủ bóng đá có sức mạnh khỏe nhất thế giới với cân nặng hơn 100 kg.
Trưởng thành từ lò đào tạo bóng đá trẻ của câu lạc bộ Watford và thi đấu những trận đấu chuyên nghiệp đầu tiên trong sự nghiệp tại Litva,Wales. Sau một thời gian ngắn tại Doncaster Rovers anh chuyển tới câu lạc bộ Torquay United và đã chứng tỏ mình là một cầu thủ xuất sắc, nhưng anh đã rời đội bóng để chuyển đến Swansea City. Sau khi trải qua hai mùa giải với câu lạc bộ xứ Wales, anh gia nhập League One với Millwall và sau đó chuyển đến Northampton Town. Akinfenwa đã mất sáu năm để chơi bóng cho hai câu lạc bộ Northampton và Gillingham, nơi mà khả năng ghi bàn của anh được phát huy. Tháng 6 năm 2014, anh đã ký hợp đồng với AFC Wimbledon ở League Two và hai năm sau là Wycombe Wanderers F.C..

## Đời thường
Akinfenwa là một người bạn thân của Clarke Carlisle, đồng đội cũ của anh tại Northampton Town. Khi còn nhỏ, anh hâm mộ Liverpool và cầu thủ yêu thích của anh là John Barnes. Cha anh là người Hồi giáo và mẹ anh là người theo đạo Thiên chúa và anh cũng theo đạo thiên chúa giống mẹ anh.
Akinfenwa được biết đến là cầu thủ bóng đá mạnh nhất thế giới trong các tựa game FIFA. Vào tháng 9 năm 2014, anh được mời tham dự bữa tiệc ra mắt FIFA 15 cùng với nhiều người nổi tiếng và các cầu thủ Premier League khác như Rio Ferdinand, George Groves và Lethal Bizzle Akinfenwa được cho là nặng khoảng 101 kg và có lực nâng 200 kg, gần gấp đôi trọng lượng cơ thể của chính mình. Anh điều hành một nhãn hiệu quần áo có tên Beast Mode On.

### Thống kê sự nghiệp
Tính đến cập nhật 1 tháng hai 2019
| Clb                 | Mùa                 | Giải                 | Giải | Giải | Cup  | Cup | Giải Cup | Giải Cup | FL Trophy | FL Trophy | Play-offs | Play-offs | Châu Âu | Châu Âu | Tổng cộng | Tổng cộng |
| Clb                 | Mùa                 | Giải                 | Trận | BT   | Trận | BT  | Trận     | BT       | Trận      | BT        | Trận      | BT        | Trận    | BT      | Trận      | BT        |
| ------------------- | ------------------- | -------------------- | ---- | ---- | ---- | --- | -------- | -------- | --------- | --------- | --------- | --------- | ------- | ------- | --------- | --------- |
| FK Atlantas         | 2001                | A Lyga               | 18   | 4    | 3    | 1   | —        | —        | —         | —         | —         | —         | 2       | 0       | 23        | 5         |
| FK Atlantas         | 2002                | A Lyga               | 4    | 1    | 0    | 0   | —        | —        | —         | —         | —         | —         | 0       | 0       | 4         | 1         |
| FK Atlantas         | Tổng cộng           | Tổng cộng            | 22   | 5    | 3    | 1   | —        | —        | —         | —         | —         | —         | 2       | 0       | 27        | 6         |
| Barry Town          | 2002–03             | Welsh Premier League | 8    | 6    | 1    | 0   | —        | —        | —         | —         | —         | —         | —       | —       | 9         | 6         |
| Barry Town          | 2003–04             | Welsh Premier League | 1    | 0    | 0    | 0   | —        | —        | —         | —         | —         | —         | 2       | 0       | 3         | 0         |
| Barry Town          | Tổng cộng           | Tổng cộng            | 9    | 6    | 1    | 0   | —        | —        | —         | —         | —         | —         | 2       | 0       | 12        | 6         |
| Boston United       | 2003–04             | Third Division       | 3    | 0    | 0    | 0   | 0        | 0        | 1         | 1         | —         | —         | —       | —       | 4         | 1         |
| Leyton Orient       | 2003–04             | Third Division       | 1    | 0    | 1    | 0   | 0        | 0        | 0         | 0         | —         | —         | —       | —       | 2         | 0         |
| Rushden & Diamonds  | 2003–04             | Second Division      | 0    | 0    | 0    | 0   | 0        | 0        | 0         | 0         | —         | —         | —       | —       | 0         | 0         |
| Doncaster Rovers    | 2003–04             | Third Division       | 9    | 4    | 0    | 0   | 0        | 0        | 0         | 0         | —         | —         | —       | —       | 9         | 4         |
| Torquay United      | 2004–05             | League One           | 37   | 14   | 1    | 0   | 1        | 0        | 2         | 2         | —         | —         | —       | —       | 41        | 16        |
| Swansea City        | 2005–06             | League One           | 34   | 9    | 1    | 0   | 1        | 1        | 6         | 5         | 2         | 0         | —       | —       | 44        | 15        |
| Swansea City        | 2006–07             | League One           | 25   | 5    | 4    | 1   | 1        | 0        | 1         | 0         | —         | —         | —       | —       | 31        | 6         |
| Swansea City        | Tổng cộng           | Tổng cộng            | 59   | 14   | 5    | 1   | 2        | 1        | 7         | 5         | 2         | 0         | —       | —       | 75        | 21        |
| Millwall            | 2007–08             | League One           | 7    | 0    | 2    | 0   | 0        | 0        | 0         | 0         | —         | —         | —       | —       | 9         | 0         |
| Northampton Town    | 2007–08             | League One           | 15   | 7    | 0    | 0   | 0        | 0        | 0         | 0         | —         | —         | —       | —       | 15        | 7         |
| Northampton Town    | 2008–09             | League One           | 33   | 13   | 0    | 0   | 3        | 2        | 0         | 0         | —         | —         | —       | —       | 36        | 15        |
| Northampton Town    | 2009–10             | League Two           | 40   | 17   | 2    | 0   | 1        | 0        | 1         | 0         | —         | —         | —       | —       | 44        | 17        |
| Northampton Town    | Tổng cộng           | Tổng cộng            | 88   | 37   | 2    | 0   | 4        | 2        | 1         | 0         | —         | —         | —       | —       | 95        | 39        |
| Gillingham          | 2010–11             | League Two           | 44   | 11   | 1    | 0   | 1        | 0        | 0         | 0         | —         | —         | —       | —       | 46        | 11        |
| Northampton Town    | 2011–12             | League Two           | 39   | 18   | 1    | 0   | 1        | 0        | 1         | 0         | —         | —         | —       | —       | 42        | 18        |
| Northampton Town    | 2012–13             | League Two           | 41   | 16   | 2    | 0   | 2        | 0        | 3         | 1         | 3         | 0         | —       | —       | 51        | 17        |
| Northampton Town    | Tổng cộng           | Tổng cộng            | 80   | 34   | 3    | 0   | 3        | 0        | 4         | 1         | 3         | 0         | —       | —       | 93        | 35        |
| Gillingham          | 2013–14             | League One           | 34   | 10   | 2    | 0   | 1        | 0        | 0         | 0         | —         | —         | —       | —       | 37        | 10        |
| AFC Wimbledon       | 2014–15             | League Two           | 45   | 13   | 4    | 1   | 1        | 0        | 2         | 1         | —         | —         | —       | —       | 52        | 15        |
| AFC Wimbledon       | 2015–16             | League Two           | 38   | 6    | 0    | 0   | 1        | 0        | 0         | 0         | 3         | 2         | —       | —       | 42        | 8         |
| AFC Wimbledon       | Tổng cộng           | Tổng cộng            | 83   | 19   | 4    | 1   | 1        | 0        | 2         | 1         | 3         | 2         | —       | —       | 94        | 23        |
| Wycombe Wanderers   | 2016–17             | League Two           | 42   | 12   | 4    | 2   | 1        | 0        | 5         | 4         | —         | —         | —       | —       | 52        | 18        |
| Wycombe Wanderers   | 2017–18             | League Two           | 42   | 17   | 3    | 1   | 1        | 0        | 0         | 0         | —         | —         | —       | —       | 46        | 18        |
| Wycombe Wanderers   | 2018–19             | League One           | 20   | 4    | 0    | 0   | 2        | 1        | 1         | 0         | —         | —         | —       | —       | 23        | 5         |
| Wycombe Wanderers   | Tổng cộng           | Tổng cộng            | 104  | 33   | 7    | 3   | 4        | 1        | 6         | 4         | —         | —         | —       | —       | 121       | 41        |
| Tổng cộng sự nghiệp | Tổng cộng sự nghiệp | Tổng cộng sự nghiệp  | 580  | 187  | 33   | 6   | 18       | 4        | 23        | 14        | 8         | 2         | 4       | 0       | 665       | 213       |

1. ↑  Appearances in Lithuanian Cup, Welsh Cup và FA Cup
2. ↑  Appearances in Football League Trophy
3. ↑  Appearances in League One play-offs và League Two play-offs
4. ↑  Appearances in 2001–02 UEFA Cup và 2003–04 UEFA Champions League

## Giải thưởng
FK Atlantas
- Lithuanian Football Cup: 2000–01

Barry Town
- Welsh Premier League: 2002–03
- Welsh Cup: 2002–03

Swansea City
- Football League Trophy: 2005–06[27]

AFC Wimbledon
- Football League Two play-offs: 2016[28]

Individual
- PFA Team of the Year: 2017–18 League Two[29]
- Torquay United Cầu thủ của năm: 2005
- Northampton Town Cầu thủ của năm: 2010
- AFC Wimbledon Cầu thủ của năm: 2015[30]
- Wycombe Wanderers Cầu thủ của năm: 2017[31]